# Китипова, Лора
Лора Китипова (болг. Лора Китипова; род. 19 мая 1991 года) — болгарская волейболистка, связующая.

## Биография
Начала карьеру в 2007 году в болгарском «ЦСКА». Затем играла в «Левски», «Игтисадчи», «Штутгарте», «Азеррейле», «Обьеттиво Рисарчименто», «Протоне», «Марице», «Альбе Блаж» и «Прометее».
В составе сборной Болгарии участвовала в чемпионате мира 2014 года (11 место), чемпионатах Европы 2011 (13 место), 2013 (13 место), 2015 (13 место), 2017 (9 место) годов.

## Достижения

### Со сборной
- Чемпионка Женской волейбольной Евролиги 2018
- Серебряный призёр Женской волейбольной Евролиги 2012
- Двукратный бронзовый призёр Женской волейбольной Евролиги (2011, 2013)

### С клубами
- Двукратная чемпионка Болгарии (2008, 2011)
- Двукратный бронзовый призёр чемпионата Болгарии (2009, 2010)
- Бронзовый призёр чемпионата Азербайджана 2015
- Трёхкратная обладательница Кубка Болгарии (2008, 2011, 2018)
- Бронзовый призёр Кубка России 2016
- Чемпионка Украины 2021
- Обладатель Кубка Украины 2022
- Обладатель Суперкубка Украины 2021